# Keflavík
Keflavík is een stad in IJsland met ruim 8.169 inwoners op het schiereiland Reykjanes, op ongeveer 50 km ten zuidwesten van de hoofdstad Reykjavik. Ten zuiden van de stad ligt de kleinere stad Njarðvík, en tegen de luchthaven Keflavík aan ligt de wijk Vallarheiði met 539 inwoners.
De stad Keflavík ligt in de gemeente Reykjanesbær, deze gemeente ontstond op 11 juni 1994 door het samenvoegen van Keflavíkurkaupstaðar, Njarðvíkurkaupstaðar en Hafnahrepps.

## Geschiedenis

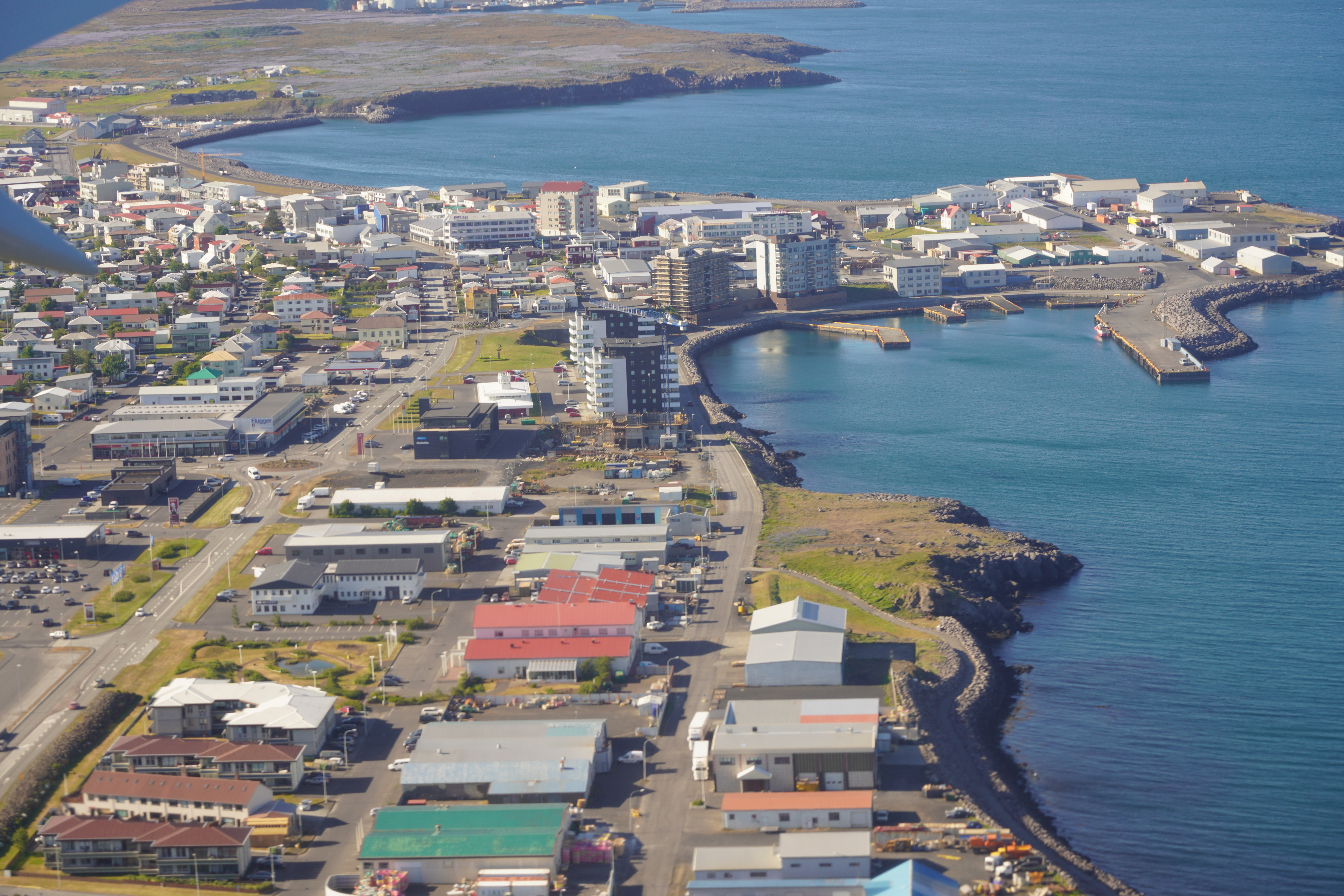
Keflavík luchtfoto

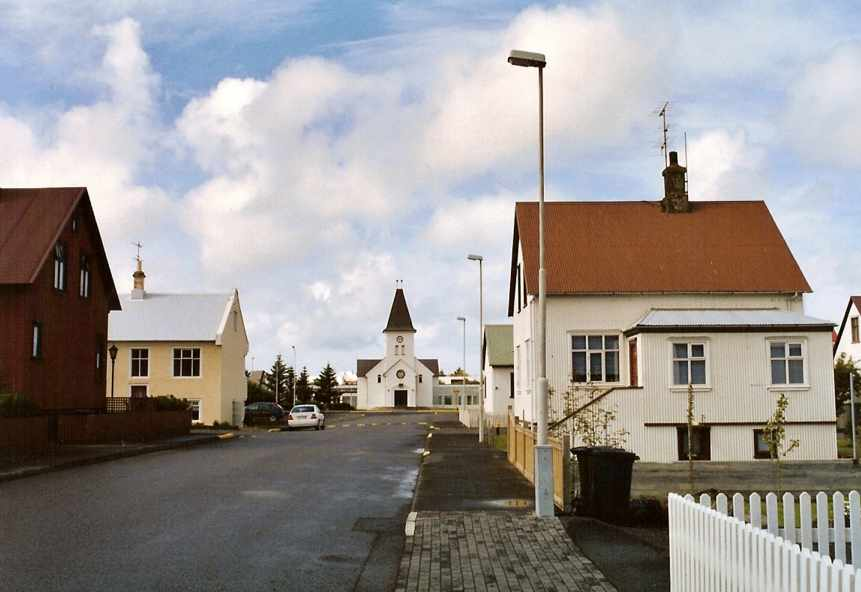
Norðfjörðsgata met Keflavíkurkirkja

Aan het begin van de 16e eeuw ontstond er ter plaatse van het huidige Keflavík een Engelse handelspost, en ontwikkelde zich door de gunstige ligging aan de noordkust tot een centrum van visserij.
Tijdens de Tweede Wereldoorlog bouwde het Amerikaanse leger er een vliegveld dat uitgroeide tot wat nu de luchthaven Keflavík is, de internationale luchthaven van IJsland. Een militaire NAVO-basis deelde faciliteiten met de luchthaven. In de Tweede Wereldoorlog en de Koude Oorlog speelde de militaire basis in Keflavík een belangrijke rol bij het in de gaten houden van scheepverkeer en onderzeebootverkeer van de Noorse Zee en Groenlandse Zee naar de Atlantische Oceaan. Sinds de ondergang van de Sovjet-Unie is het strategisch belang van de basis sterk verminderd. Per 1 oktober 2006 zijn de Amerikanen van IJsland vertrokken en is ook dit militaire deel van het vliegveld gesloten. In 2017 werden echter plannen bekendgemaakt voor het heropenen van de basis door de Amerikanen.

## Bezienswaardigheden
- Duushús, aan de Duusgata 2-8, is een gebouw waarvan het oudste gedeelte uit 1877 stamt
- Reykjanes Maritime Center
- Keflavíkurkirkja, kerk uit 1915
- Uppspretta, watertoren omgevormd tot kunstwerk door de toyisten

## Hoogbouw
Keflavík heeft voor IJslandse begrippen redelijk veel hoogbouw, wat de skyline van de stad bepaalt. De gebouwen tellen allemaal rond de 8 verdiepingen en liggen verspreid door het centrum.

## Geboren
- Arnór Ingvi Traustason (1993), voetballer

## NAVO
De NAVO-basis in Keflavík speelt een rol in het verhaal van Tom Clancy's roman Red Storm Rising.